# Koellikerina fasciculata
Koellikerina fasciculata är en nässeldjursart som först beskrevs av Péron och Charles Alexandre Lesueur 1809.  Koellikerina fasciculata ingår i släktet Koellikerina och familjen Bougainvilliidae. Inga underarter finns listade i Catalogue of Life.